# Klaus Berggreen
Klaus Berggreen, född 3 februari 1958 i Virum, Danmark, är en dansk före detta fotbollsspelare som bland annat spelade för de italienska klubbarna AS Roma och Torino FC. Han spelade även 46 matcher och gjorde 5 mål för det danska landslaget vilka representerade i VM 1986  samt EM 1984 och 1988.

## Karriär
Berggreen föddes i Virum och började spela fotboll i den näraliggande klubben Lyngby BK vid sex års ålder. Seniordebuten kom 1975 och han var sedan lagets främste målskytt under flera år. 21 år gammal gjorde Berggreen debut i A-landslaget 1979 efter att tidigare ha spelat i U17-, U19- och U21-landslagen.
1982 flyttade Berggreen utomlands för att spela för det nyuppflyttade Pisa Calcio i italienska Serie A. Dansken hjälpte klubben att klara kontraktet och i oktober 1982 kom han åter med i det danska landslaget. Säsongen 1983/84 blev Pisa nedflyttade till Serie B, men Berggreen valde att stanna i klubben. Han togs ändå ut till landslaget i EM 1984 där han spelade fyra matcher och gjorde ett mål i 5-0-matchen mot Jugoslavien.. I semifinalen mot Spanien blev han utvisad och Danmark förlorade sedan matchen efter straffar.
Berggreen och Pisa vann Serie B 1984/1985 och återuppflyttades till Serie A, men åkte ur säsongen därpå. Berggreen fortsatte att spela bra i landslaget och i VM 1986 spelade han tre matcher innan Danmark än en gång åkte ut mot Spanien. Efter VM skrev han på för AS Roma där han var med om att ta laget till en sjundeplats i Serie A säsongen 1986/1987. Han flyttade sedan till ligarivalerna Torino FC som slutade sexa den följande säsongen.
I EM 1988 där Danmark åkte ut i gruppspelet blev Berggreen inbytt i två matcher. Därefter avslutade han sin landslagskarriär. Han flyttade tillbaka till Danmark för att avsluta karriären i Lyngby i en kombinerad roll som spelare och sportdirektör. Karriären avslutades vid 32 års ålder i mars 1990 och Berggreen blev enbart sportdirektör. Då Lyngby hade ekonomiska problem och slutade han på sin post också som sportdirektör i november 1992 för att istället koncentrera sig på sin klädfirma.

### I klubblag
Pisa Calcio
- Serie B: 1984/85
- Mitropacupen: 1986

### I landslag
Danmark
- Spel i EM 1984 (semifinal), VM 1986 (åttondelsfinal), EM 1988 (gruppspel)
- 46 landskamper, 5 mål

### Webbkällor
Den här artikeln är helt eller delvis baserad på material från engelskspråkiga Wikipedia, tidigare version.
- Profil på DBU
- (danska) Showstars profil
- RSSSF - Danska spelare i Italien